# Морозовка (Харьковская область)
Морозовка (укр. Морозівка) — село, Морозовский сельский совет,
Балаклейский район, Харьковская область, Украина.
Село Морозовка является административным центром Морозовского сельского совета, в который, кроме того, входят села
Бородоярское, Ольховатка.

## Географическое положение
Село Морозовка вплотную примыкает к пгт Савинцы.
По территории села протекает река Теплянка, которая через 4 км впадает в Северский Донец.
На юге большой сосновый лес. На востоке находятся большие отстойники.

## История
Селение возникло в конце XVIII века.
C 20 октября (ст.ст.) 1721 года по 1 сентября (ст.ст.) 1917 года в составе Российской империи. С 1 сентября (ст.ст.) по 25 октября (ст.ст.) 1917 года — в составе Российской республики.
В ходе гражданской войны власть несколько раз менялась, с 29 апреля по 14 декабря 1918 года — в составе Украинской державы.
C декабря 1922 года в составе Украинской Советской Социалистической Республики Союза Советских Социалистических Республик.
В ходе Великой Отечественной войны село было оккупировано немецкими войсками, но 11 января 1942 года освобождено советскими войсками 6-й армии (генерал-майор Р. Я. Малиновский) Юго-Западного фронта (командующий генерал-лейтенант Ф. Я. Костенко) в ходе частной операции в период подготовки к Барвенково-Лозовской наступательной операции 18—31.01.1942 года.
По состоянию на начало 1966 года численность населения составляла 1151 человек, здесь находился Морозовский животноводческий колхоз "Красноармеец" (специализировавшийся на выращивании крупного рогатого скота), действовали восьмилетняя школа, клуб и библиотека.
Население по переписи 2001 г. составляло 1018 человек.

## Экономика
В селе есть молочно-товарная ферма.

## Достопримечательности
- Общезоологический заказник местного значения «Лиман». Площадь — 131,2 га. Расположен около с. Морозовка на типичных заливных и болотистых участках. Это место гнездования пернатых, в том числе редких видов: пастушка водяного, болотной курочки, коростель (дергач) (Европейский Красный список) и др.[3]
- Группа братских могил советских воинов и памятный знак воинам-односельчанам.
- Также на территории села находится ветряная мельница XIX в., которая является памяткой архитектуры Балаклейского района.